# فيل بريديسين

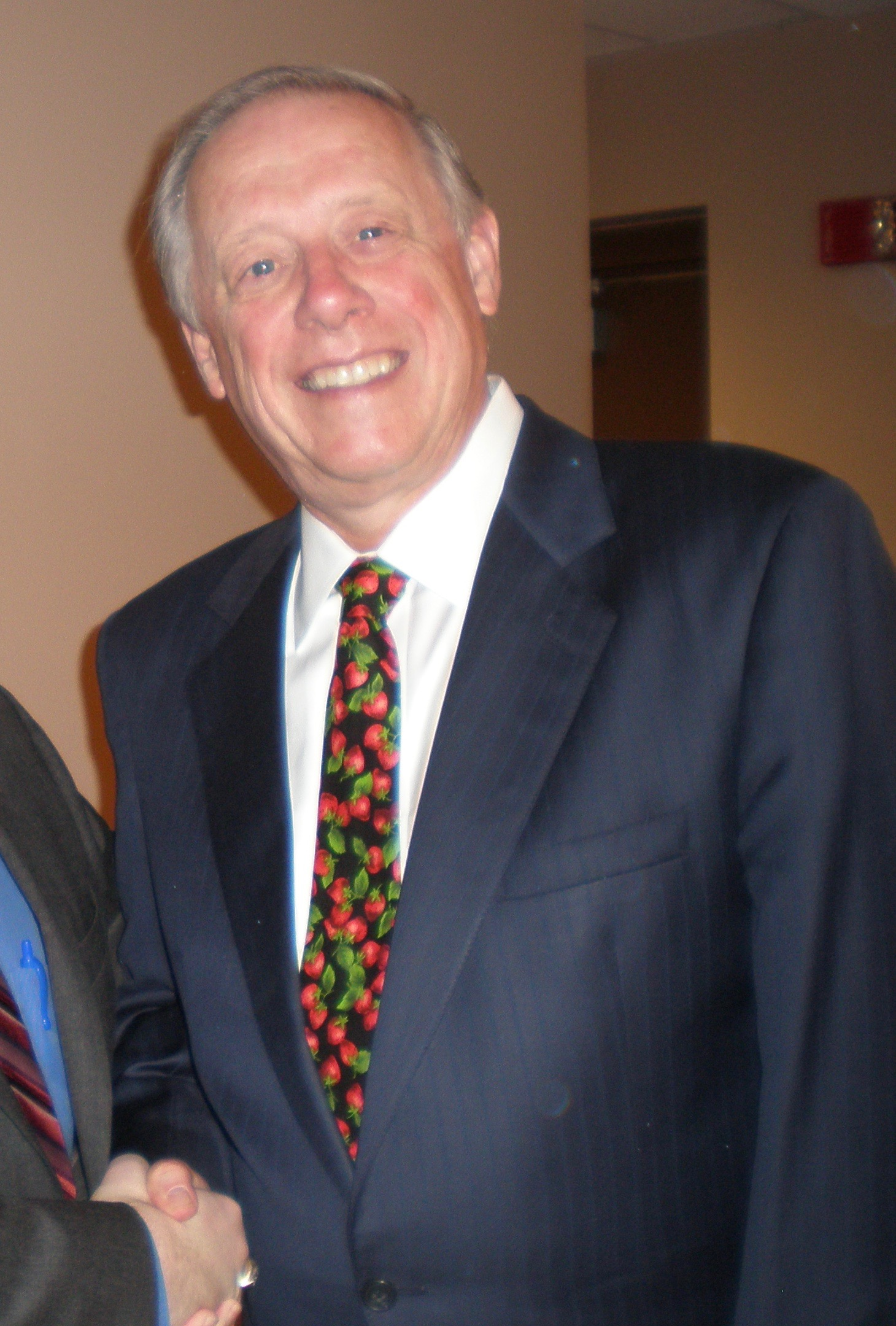
فيل بريديسين

وهو سياسي أمريكي وحاكم ولاية تينيسي الأمريكية منذ عام 2003 ينتمي إلى الحزب الديموقراطي ولد فيل بريديسين في 21 ديسمبر من عام 1943 في ولاية نيوجرسي الأمريكي درس الفيزياء في جامعة هارفارد في عام 1975 انتقل فيل بريديسين إلى ولاية تينيسي كان فيل بريديسين رئيسا لبلدية مدينة ناشفيل ما بين عامي 1991 إلى عام 1999 فاز فيل بريديسين في انتخابات ولاية تينيسي لمنصب الحاكم سنة 2002 كما اعيد انتخابه للمرة الثانية في سنة 2006.